# Kurt-Tucholsky-Gesamtschule Minden
Die Kurt-Tucholsky-Gesamtschule ist eine Gesamtschule der Sekundarstufen I und II in der ostwestfälischen Stadt Minden. An der Schule werden etwa 1200 Schüler unterrichtet.
Die Schule ist Mitglied im Schulverbund Blick über den Zaun, einem Zusammenschluss reformpädagogisch orientierter Schulen.

## Bildungsangebot und Ausstattung der Schule
Die Kurt-Tucholsky-Gesamtschule hat ihren Sitz am Königswall in der Mindener Innenstadt. Die Schule umfasst zurzeit sechs Klassen pro Jahrgang der Sekundarstufe I und eine gymnasiale Oberstufe.
Die Kurt-Tucholsky-Gesamtschule bietet das gesamte Spektrum der Bildungsgänge der allgemeinbildenden Schulen in NRW. Nach Klasse 9 oder 10 können die Schüler den Hauptschulabschluss erwerben, nach Klasse 10 den Sekundarabschluss der Fachoberschulreife und die Fachoberschulreife mit Berechtigung zum Besuch der gymnasialen Oberstufe. Nach der 12. Klasse können die Schüler die Fachhochschulreife und das Abitur nach dreizehn Schuljahren erwerben.

## Geschichte

### Gründung der Schule
Die damals noch namenlose städtische Gesamtschule wurde im Jahr 1986 durch einen Beschluss der Stadtverordnetenversammlung der Stadt Minden gegründet und nahm mit dem Schuljahr 1986/87 am 8. September 1986 ihren Betrieb auf. Im Vorfeld der Gründung kam es in der Stadt Minden zu einer intensiven politischen Auseinandersetzung.
Bereits in der zweiten Hälfte der 1970er Jahre wurden in vielen Städten Nordrhein-Westfalens Gesamtschulen gegründet. In Minden formierte sich daher eine Initiative, die sich für die Gründung einer solchen Schule auch in dieser Stadt einsetzte. Im Jahr 1982 wurde die Initiative von der SPD und den GRÜNEN aufgegriffen, aber zunächst nicht mit Nachdruck verfolgt. Als sich im Jahr 1985 abzeichnete, dass das damalige Caroline-von-Humboldt-Gymnasium aufgrund deutlich gesunkener Schülerzahlen nur noch einzügig weitergeführt werden konnte, schien die Vorhaltung von vier Gymnasien in der Stadt Minden nicht länger gerechtfertigt. Die Gründung einer Gesamtschule wurde in Teilen der Öffentlichkeit und der Politik in Erwägung gezogen. Der Schulausschuss des Mindener Rates beschloss daraufhin gegen die Stimmen von CDU und FDP eine Umfrage unter den Eltern der damaligen Grundschulkinder der dritten und vierten Klassen durchzuführen, um den tatsächlichen Bedarf einer Gesamtschule zu prüfen. Im Lauf dieser Umfrage kam es in der Öffentlichkeit und der örtlichen Presse zu einer heftigen und teilweise unsachlichen Konfrontation zwischen Befürwortern und Gegnern einer Gesamtschule. Bei der Umfrage stellte sich heraus, dass fast ein Drittel der Eltern die Gründung einer Gesamtschule befürworten würden. Die Gründung einer Gesamtschule wurde daraufhin von den politischen Gremien und der Verwaltung unter Führung von Bürgermeister Heinz Röthemeier, Schulausschussvorsitzendem Siegfried Fleissner und Schuldezernent Werner Pohle forciert. Als möglicher Standort wurde der ehemalige Königsplatz am Königswall ausgewählt, damals standen dort die Gebäude des Caroline-von-Humboldt-Gymnasium und der Käthe Kollwitz-Realschule. Auch gegen dieses Vorhaben formte sich erneut ein breiter Widerstand in der oppositionellen Politik und in Teilen der Öffentlichkeit.
Der Endgültige Gründungsbeschluss wurde von der Stadtverordnetenversammlung schließlich mit großer Mehrheit und auch mit den Stimmen von CDU und FDP gefasst. Die Käthe-Kollwitz-Realschule wurde in den südlich des Stadtzentrums gelegenen Stadtbezirk Häverstädt verlegt und das Caroline-von-Humboldt-Gymnasium wurde dem nahegelegenen Herder-Gymnasium angegliedert. Die Stadt Minden rechnete mit Kosten in Höhe von insgesamt 12,5 Millionen DM für die Erweiterungs- und Umbaumaßnahmen in den Schulgebäuden auf dem ehemaligen Königsplatz. Der Schulbetrieb mit 159 Schülern und 14 Lehrern musste im September 1986 aber zunächst in einem Provisorium beginnen. Erster Schulleiter wurde Johannes Lennarz, sein Stellvertreter war Heinz Klatt. Im Juni 1988 wurde der erste Neubau zwischen den beiden ehemaligen Schulen eingeweiht, dort waren neue Klassenräume, ein Verbindungsgang, eine Mediothek sowie die Mensa neu errichtet worden.
Mitte der 1990er Jahre wurden dann noch an der Pöttcherstraße in alter Bausubstanz für 3,5 Millionen DM neue Räume für den naturwissenschaftlichen Unterricht und die Informatik, sowie den Hauswirtschaftsunterricht geschaffen.

### Namensgebung
Nach ihrer Gründung hat die Gesamtschule zunächst die einfache Bezeichnung „Städtische Gesamtschule“ getragen, doch schon bald fand in der Schulgemeinde und der Politik eine Diskussion um eine identitätsstiftende Namensgebung statt. Nach allerlei Vorschlägen entschieden sich die Schulkonferenz und der Hauptausschuss der Stadt Minden im Frühjahr 1989 schließlich für den Namen „Kurt-Tucholsky-Gesamtschule der Stadt Minden“. Benannt wurde die Schule nach dem politisch engagierten und bedeutenden Publizisten, Satiriker, Autor, Lyriker und Liedtexter der Weimarer Republik Kurt Tucholsky (1890–1935).

### Diskussion um den Standort und Umgestaltung
Die Gebäudesubstanz der Kurt-Tucholsky-Gesamtschule ist in weiten Teilen in einem schlechten Zustand. Das Gebäude weist auch erhebliche Mängel in der Gebäudestruktur auf, die einem modernen Schulbetrieb nicht mehr gerecht werden. Immer wieder gab es deshalb in der Politik und der Öffentlichkeit Diskussionen über größere Neu- und Umbaumaßnahmen und auch über Standortverlagerungen.
Die umfassende Schulentwicklungsplanung der Stadt Minden, die im Herbst 2001 begonnen worden ist, sieht in einem Grundsatzbeschluss des Rates die dauerhafte Vorhaltung einer weiterführenden Schule (mindestens Sekundarstufe I) im Stadtgebiet rechts der Weser vor. Die dortige Hauptschule wurde von der Stadtverordnetenversammlung im Jahr 2007 auslaufend aufgelöst.
Im Vorfeld dieses Beschlusses gab es in der Politik und der Öffentlichkeit engagierte Diskussionen über die Verlagerung einer Schule der Sekundarstufen I und II von der linken Weserseite auf die rechte Weserseite. Zur Diskussion standen eine Verlagerung des Besselgymnasiums und eine Verlagerung der Kurt-Tucholsky-Gesamtschule. Auch die Gründung einer neuen Gesamtschule wurde diskutiert.
Eine Verlagerung der Kurt-Tucholsky-Gesamtschule oder des Besselgymnasiums scheiterte am Widerstand der Schulangehörigen und der Eltern, aber auch an Bedenken in der Politik, die Gründung einer weiteren Gesamtschule war landespolitisch nicht durchsetzbar. Politik und Verwaltung gerieten in der Folgezeit aufgrund des umfassenden Sanierungsstaus an der Kurt-Tucholsky-Gesamtschule zunehmend unter Druck der Öffentlichkeit.
Der Mindener Rat beschloss daraufhin die umfassende Sanierung und Optimierung der Kurt-Tucholsky-Gesamtschule an ihrem Standort am Königswall. Die Kosten für diese Baumaßnahmen, die den Neubau der Mensa, den Bau von modernen Klassenhäusern für die Jahrgänge fünf und sechs und umfangreiche Rückbau- und Renovierungsmaßnahmen vorsehen, sollen sich auf insgesamt über 10 Millionen Euro belaufen. Finanziert wird das Bauprojekt teilweise durch ein sog. Miet-Kauf-Modell mit der stadteigenen Mindener Entwicklungs- und Wirtschaftsförderungs GmbH. Im Herbst 2007 konnte das Richtfest für den Neubau der Mensa gefeiert werden. Der Neubau der Mensa, der Verwaltungstrakt und die Klassenhäuser sollen zum Schuljahr 2008/2009 in Betrieb genommen werden.
Mit der Umgestaltung des Schulgebäudes gibt sich die Kurt-Tucholsky-Gesamtschule auch ein neues pädagogisches Konzept. Durch die Umgestaltung soll die Gebäudenutzfläche um fast 2000 Quadratmeter (12 Prozent) sinken, wobei die pädagogische Nutzfläche um 16 Prozent erhöht werden soll.
Bereits im Herbst 2002 fasste der Hauptausschuss des Rates der Stadt Minden den Grundsatzbeschluss für ein Konzept der innerstädtischen Sporthallen. Dieses Konzept sieht die Errichtung von einer Sporthalle mit drei Halleneinheiten ohne Tribüne und einer Sporthalle mit zwei Halleneinheiten und Zuschauertribüne auf dem Gelände der Kurt-Tucholsky-Gesamtschule vor. Die Baukosten wurden mit insgesamt 5,3 Millionen Euro angesetzt. Die Dreifach-Sporthalle ist im Jahr 2005 fertiggestellt worden und die bestehende Doppelsporthalle an der Parkstraße wurde im Sommer 2007 abgerissen. Die neue Doppelsporthalle mit Tribüne wird zum Schuljahr 2008/2009 eröffnet. Neben der Kurt-Tucholsky-Gesamtschule werden die Hallen auch vom nahegelegenen Ratsgymnasium und für den Vereinssport genutzt.

### Dependance in Minden-Dankersen
Nach der Diskussion um den Standort einer weiterführenden Schule auf der rechten Weserseite, fassten der Bildungsausschuss und die Stadtverordnetenversammlung im Jahr 2006 den Beschluss, die Kurt-Tucholsky-Gesamtschule um eine Dependance der Sekundarstufe I mit drei Klassen pro Jahrgang zu erweitern. Als Standort wurde die bestehende Hauptschule in Dankersen ausgewählt. Diese Schule wird zum Schuljahr 2008/2009 aufgelöst und die dann noch bestehenden Klassen werden der Hauptschule Minden Süd angegliedert. Diese Beschlüsse wurden im Frühjahr 2007 von der Bezirksregierung Detmold genehmigt. Gegen die Beschlüsse gab es vor allem von den Mindener Real- und Hauptschulen Widerstand, da diese sich durch eine Erweiterung der Gesamtschule in ihrer Existenz bedroht sehen. Die Gebäude der Hauptschule Dankersen werden saniert und für den Ganztagsbetrieb erweitert, die Neu- und Umbaukosten werden sich auf insgesamt etwa 5,5 Millionen Euro belaufen.
Die Dependance auf der rechten Weserseite wird als Stadtteilschule mit eigenem pädagogischem Konzept geführt, das in Zusammenarbeit mit den dortigen Grundschulen und Kindertagesstätten entwickelt wird. Es sind für jeden Jahrgang Schwerpunktklassen für musische, sportliche und bilinguale Förderung der Schüler geplant.
Die Kurt-Tucholsky-Gesamtschule am Standort Königswall wird weiterhin als Schule mit sechs Klassen pro Jahrgang geführt. Die gymnasiale Oberstufe der Gesamtschule wird für die Schüler der Dependance und für die Schüler des Standortes Königswall wie bisher zentral am Königswall vorgehalten.
Die Schülerzahl der Kurt-Tucholsky-Gesamtschule wird sich durch die Neueinrichtung der Dependance mittelfristig deutlich erhöhen. Mit dieser Maßnahme wird allerdings auch den Anmeldezahlen und dem Elternwillen der letzten Jahre Rechnung getragen, da bisher immer deutlich mehr Schüler an der Gesamtschule angemeldet worden sind als letztendlich aufgenommen werden konnten.

## Förderverein
Im Jahr 1987 wurde an der Kurt-Tucholsky-Gesamtschule ein Förderverein gegründet, der zurzeit etwa 400 Mitglieder hat. Zwecke des Vereins sind: die Förderung der erzieherischen und unterrichtlichen Ziele der Kurt-Tucholsky-Gesamtschule, die Unterstützung von Schülerinnen und Schülern in besonderen finanziellen Notfällen und die Förderung der Verbundenheit der ehemaligen Schülerinnen und Schüler mit der Schule.
Der Verein gibt die Eltern-Informationsschrift „Tucho-Spezial“ heraus und verleiht in unregelmäßigen Abständen den „Peter Panter Preis“ für herausragendes Engagement zum Wohl der Schule. Benannt ist der Preis nach einem Pseudonym, dass Kurt Tucholsky oftmals für seine Werke benutzt hat.
- 1998 – wurde der Peter Panter Preis erstmals an Anna Dietrich und Stefanie Möller vergeben. Sie erhielten den Preis „für Zivilcourage, kreative Unangepasstheit und konstruktive Widerborstigkeit“.
- 1999 – ging der Preis an Jana Bonn und Karsten Geier „für soziales Engagement in vielen verschiedenen Bereichen des Schullebens“.
- 2000 – waren die Preisträger alle Streitschlichter und Schulsanitätsdienst der Kurt-Tucholsky Gesamtschule.
- 2005 – erhielten Thea Langner-Berg und Bernd Brüntrup den Peter Panter Preises 2005 für ihr langjähriges kreatives und konstruktives Engagement beziehungsweise für sein langjähriges, kritisches und schulpolitisches Engagement.
- 2021 – erhielt Timo Barner den Peter Panter Preis „für sein langjähriges und vielfältiges soziales Engagement sowohl innerhalb als auch außerhalb der Kurt-Tucholsky-Gesamtschule Minden“.

## Mensaverein
Seit Gründung der Gesamtschule im Jahr 1986 findet ein Ganztagsunterricht statt, die Schülerinnen und Schüler müssen daher auch mittags verpflegt werden. Zu diesem Zweck wurde an der Kurt-Tucholsky-Gesamtschule ein Mensaverein gegründet, der diese Aufgabe in Eigenverantwortung übernimmt. Der Verein betreibt auch einen Kiosk zur Pausenversorgung der Schulangehörigen.
In den Jahren 2007 und 2008 wird auf dem Gelände der abgerissenen Doppelaula am Königswall eine neue Mensa für bis zu 300 Plätze gebaut und eine Küche mit einer Kapazität von bis zu 1800 Essen am Tag. Der Mensaverein versorgt inzwischen aufgrund des auch in anderen Mindener Schulen gesteigerten Bedarfs an Mittagsverpflegung weitere Bildungseinrichtungen und Kindertagesstätten.

## Tucholsky Bühne
Die Tucholsky Bühne wurde im Jahr 1996 von Eduard Schynol als Amateurtheater gegründet. Eduard Schynol ist seit 1990 als Lehrer für die Fächer Deutsch, Englisch und Gesellschaftslehre an der Kurt-Tucholsky-Gesamtschule tätig und in der Mindener Kunst- und Kulturszene aktiv und bekannt. An der Tucholsky Bühne beteiligen sich ca. 70 Personen, die sich aus Lehrern, Schülern, Ehemaligen, der Schule nahestehenden und weiteren Personen zusammensetzen. Im Jahr 2007 wurde Eduard Schynol für sein kulturelles Engagement im Rahmen der Tucholsky Bühne mit dem Mindener Bürgerpreis ausgezeichnet. Die Tucholsky Bühne hat in den vergangenen Jahren immer wieder außergewöhnliche Spielorte für ihre Theaterstücke erschlossen, u. a. die Stollen des Bergbaumuseums Kleinenbremen für Die Nibelungen im Jahr 2006, den Botanischen Garten in Minden für Harold und Maude im Jahr 2007, oder das Preußen-Museum für Der Hauptmann von Köpenick im Jahr 2008.
Inzwischen ist aus der Tucholsky Bühne ein eingetragener Verein geworden, der im Frühjahr 2008 das Fort A der ehemaligen Mindener Bahnhofsfestung von der Stadt Minden als dauerhaften Spielort übernommen hat.

## Sport an der Gesamtschule
Seit der Gründung der Gesamtschule im Jahr 1986 wurde der Sport als ein wichtiger Bestandteil des Schulprogramms angesehen. Aufgrund der Mindener Gegebenheiten und des Engagements besonders von Achim Riemekasten etablierte sich der Kanusport als die tragende Säule der sportlichen Aktivitäten der Kurt-Tucholsky-Gesamtschule. Aus einer schulinternen Sportinitiative ist unter dem Namen Kanu-Sport-Gemeinschaft (KSG) mit der Zeit ein sehr großer Sportverein geworden, der aufgrund ehrenamtlichen Engagements und Unterstützung der Stadt inzwischen ein komfortables Vereinsheim und Bootshaus an der Mindener Weserpromenade sein Eigen nennt. Als weiteres Standbein und inzwischen tragende Säule des Vereins hat sich ab Ende der 1990er Jahre der Drachenbootsport etabliert. Mit dem Mindener Weserdrachen-Cup als wassersportlicher Großveranstaltung mit mehr als 10.000 Besuchern und weiteren Regatten trägt die KSG entscheidend zum Ruf der Stadt Minden als Zentrum des Wassersports im norddeutschen Raum bei. Neben dem Kanusport wird im Rahmen von Arbeitsgemeinschaften und in über den reinen Schulsport hinausgehenden Trainings- und Wettkampfeinsätzen unter anderem auch noch sehr erfolgreich Volleyball betrieben.
Der ehemalige Handball Profi Malik Besirevic (Spieler mit über 250 Bundesligaeinsätzen und wichtige Identifikationsfigur in Minden) leitet  Handballprojekte an der KTG Minden.

## Schulpartnerschaften
Seit 1991 unterhält die Kurt-Tucholsky-Gesamtschule eine Schulpartnerschaft mit der Schule Nr. 15 im belarussischen Grodno. Es finden regelmäßig Hilfstransporte in die Region und der Austausch von Schülern beider Schulen statt. Aufgrund der angespannten politischen Verhältnisse zwischen der Europäischen Union und dem autokratischen Regime von Belarus gestaltet sich die Zusammenarbeit nicht immer einfach. Im Jahr 2001 wurde der Partnerschaftsvertrag vom damaligen Mindener Bürgermeister Reinhard Korte und den Schulleitern Dieter Stuke (Minden) und Sergej Novikov (Grodno) im Mindener Rathaus erneuert.